# Barby, England
Barby är en ort och civil parish i Storbritannien.   Den ligger i grevskapet Northamptonshire i riksdelen England, i den södra delen av landet, 120 km nordväst om huvudstaden London. Barby ligger 151 meter över havet och antalet invånare är 2 336.
Terrängen runt Barby är huvudsakligen platt. Barby ligger uppe på en höjd. Runt Barby är det ganska tätbefolkat, med 116 invånare per kvadratkilometer. Närmaste större samhälle är Rugby, 6,2 km nordväst om Barby. Trakten runt Barby består till största delen av jordbruksmark.